# High School Musical : Premiers pas sur scène
Pour les articles homonymes, voir HSM.
Série High School Musical
High School Musical 2
(2007)
Pour plus de détails, voir Fiche technique et Distribution.
High School Musical : Premiers pas sur scène (High School Musical) est un téléfilm américain de la collection des Disney Channel Original Movie, réalisé par Kenny Ortega, diffusé en 2006 et qui est le volet original de la trilogie High School Musical.
Le film met en scène les personnages fictifs de Troy Bolton, capitaine populaire de l'équipe de basket, et de Gabriella Montez, élève timide et studieuse qui, se découvrant une passion commune pour le chant, décident d'auditionner pour la comédie musicale de leur lycée, malgré les réticences de leurs proches et amis.
Ce film musical est diffusé pour la première fois sur Disney Channel aux États-Unis le 20 janvier 2006. En France, elle est également diffusée sur Disney Channel, pour la première fois le 19 septembre 2006 puis sur M6 le 30 octobre 2006. Elle fut diffusée aussi au Québec le 18 mai 2007 sur VRAK.TV
Le film a rencontré un très grand succès, 7,7 millions de téléspectateurs ont regardé la première diffusion aux États-Unis et le téléfilm a été vu par 225 millions de personnes à travers le monde.

## Synopsis
Lors du réveillon du jour de l'an, au cours d'une soirée karaoké, le très populaire capitaine de l'équipe de basket des Wildcats du Lycée East High Troy Bolton, ainsi que la timide Gabriella Montez se retrouvent à chanter en duo la chanson Start of Something New, cette expérience les ravit. Ils pensent ne plus se revoir par la suite, mais au retour des vacances, Troy a la surprise de retrouver Gabriella, qui vient de déménager, dans la même classe que lui au Lycée East High d'Albuquerque, dans le Nouveau-Mexique.
Lors d'un entraînement de son équipe, Troy va assister à l'insu de tous à l'audition de la comédie musicale des élèves du lycée, c'est là qu'il retrouve Gabriella. Une fois l'audition finie, à la suite du duo chanté par Sharpay et Ryan Evans (What I've Been Looking For), deux habitués des rôles titres de ce genre de spectacle, ils interprètent ensemble dans un style beaucoup plus calme le même morceau, à la fin duquel Mme Darbus, leur professeur, leur annonce qu'ils sont sélectionnés pour le deuxième tour. Après cette décision, l'équipe des Wildcats qui ne comprend pas son capitaine et qui prépare le match de championnat, le Club de science qui veut voir Gabriella dans ses rangs pour le décathlon scientifique, ainsi que les enfants Evans qui ne veulent pas être concurrencés vont tout faire pour les détourner de la comédie musicale.
Œuvrant avec le club de sciences, les Wildcats arrivent à réaliser une vidéo dans laquelle ils font dire à Troy que le chant et Gabriella ne sont pas importants pour lui puis montrent cette vidéo à celle-ci qui, profondément peinée, comme elle le prouve en chantant When There Was Me And You, n'adresse plus la parole à Troy qui ignore pourquoi. Mais face à la peine de ces deux personnes, les basketteurs et les scientifiques leur révèlent leur machination en s'excusant platement. Alors que Gabriella intègre l'équipe du décathlon scientifique, tous décident finalement de se serrer les coudes afin d'aider Troy et Gabriella à décrocher le premier rôle. Mais Sharpay, directrice du club d'art dramatique, parvient à décaler le jour de l'audition, de sorte que ce soit le même que celui du match de championnat des Wildcats et du décathlon, afin d'empêcher nos deux héros de se présenter à l'audition.
Cependant, Taylor, responsable du Club de Chimie, parvient à générer un problème électrique de façon à interrompre le match, de plus la provocation d'une réaction chimique pestilentielle et sulfureuse fait interrompre le décathlon, de sorte que Troy et Gabriella arrivent juste à la fin de l'audition de Ryan et Sharpay qui interprétaient Bop to the Top. Ils chantent en duo Breaking Free, acclamés par leurs amis. À la fin de leur prestation, le match reprend et les Wildcats remportent in extremis le championnat grâce à un panier de Troy à la dernière seconde. Le décathlon scientifique a également été gagné par les élèves d'East High. Troy et Gabriella auront le premier rôle dans la comédie musicale du lycée. Le film se clôt sur le chœur We're All in This Together dans lequel tous chantent et dansent ensemble, même Ryan et Sharpay. Vers la fin du générique on retrouve Zeke qui fait les cent pas dans le gymnase tandis que Sharpay rentre et l'enlace et les deux s'en vont.

## Fiche technique
- Titre original : High School Musical
- Réalisateur : Kenny Ortega
- Producteur : Don Schain
- Scénariste : Peter Barsocchini
- Musique : Greg Cham, Roy Cham, Andy Dodd, Faye Greenberg, Jamie Houston, David Nessim Lawrence et Adam Watts
- Chorégraphes : Charles Klapow et Kenny Ortega
- Public : tout public
- Année de tournage : 2005
- Durée : 97 minutes
- Budget : 5 000 000 $[1]
- Lieu de tournage : Salt Lake City
- Pays :  États-Unis
- Langue : anglais
- Dates de diffusion :
  -  États-Unis : 20 janvier 2006 (sur Disney Channel)
  -  France : 19 septembre 2006 (sur Disney Channel) et 30 octobre 2006 (sur M6)

## Distribution
- Zac Efron (VF : Yoann Sover) : Troy Bolton (voix chantée : Drew Seeley)
- Vanessa Hudgens (VF : Adeline Chetail) : Gabriella Montez
- Ashley Tisdale (VF : Céline Ronté) : Sharpay Evans
- Lucas Grabeel (VF : Donald Reignoux) : Ryan Evans
- Corbin Bleu (VF : Jim Redler) : Chad Danforth
- Monique Coleman (VF : Sauvane Delanoë) : Taylor McKessie
- Alyson Reed (VF : Brigitte Virtudes) : Mme Darbus
- Bart Johnson (VF : Patrick Béthune) : entraîneur Jack Bolton
- Olesya Rulin (VF : Chantal Macé) : Kelsi Neilsen
- Socorro Herrera : Mme Montez
- Chris Warren Jr. : Zeke Baylor
- Ryne Sanborn (VF : Charles Germain) : Jason Cross
- Kaycee Stroh : Martha Cox
- Joey Miyashima : le principal Dave Matsui
- Leslie Wing (VF : Dominique Lelong) : Mme Bolton

## Discographie du film
High School Musical étant avant tout une comédie musicale, le film est ponctué de chansons, interprétées par les protagonistes eux-mêmes. Certaines révèlent leur état d'esprit, leur humeur, leur doute, leur joie, leur peine, leur succès, etc. et d'autres sont chantées dans le cadre des auditions pour la comédie musicale que le lycée East High organise.
| Titre de la chanson                  | Interprète(s)                                              | Autre(s) interprète(s)                                                          | Lieu(x) de interprétation                       | Raison(s), contexte de l'interprétation |
| ------------------------------------ | ---------------------------------------------------------- | ------------------------------------------------------------------------------- | ----------------------------------------------- | --- |
| Start of Something New               | Troy Bolton et Gabriella Montez                            | /                                                                               | Chalet de la station de ski                     | Troy et Gabriella, qui ne se connaissent pas, sont tous deux en vacances dans une station de sports d'hiver avec leurs familles respectives. Lors d'une fête organisée pour le réveillon du nouvel an, ils sont choisis au hasard pour chanter une chanson en karaoké en duo, celle-ci. Timides au départ, ils vont ensuite se « libérer » et faire une prestation convaincante. À la fin de la chanson, ils sortent ensemble admirer le feu d'artifice tiré aux douze coups de minuit lors du passage à la nouvelle année. À noter que plus tard dans le film, Troy chantera a cappella le refrain de cette chanson pour tenter de reconquérir Gabriella sur le balcon de sa chambre, après le quiproquo qui les a éloignés provisoirement. |
| Get'cha Head in the Game             | Troy Bolton                                                | L'équipe des Wildcats                                                           | Gymnase du Lycée East High                      | Après avoir retrouvé Gabriella à la rentrée des vacances dans la même classe que lui, Troy hésite à auditionner pour la comédie musicale du lycée. Il sait que son père, l'entraîneur de l'équipe de basket du lycée, et ses coéquipiers, qui ne sont pas au courant de cette vocation, ne le comprendraient pas, surtout à deux semaines du match de championnat très important qui demande une concentration totale. Un cas de conscience se présente ainsi à lui, il l'exprime dans cette chanson, tout en faisant une démonstration de basket avec l'ensemble des Wildcats. |
| What I've Been Looking For           | Ryan et Sharpay Evans                                      | /                                                                               | Salle de spectacle d'East High                  | Pour participer à la comédie musicale Nuit Étoilée organisée par le lycée sous la responsabilité de Madame Darbus, et ainsi décrocher les rôles principaux d'Arnold & Minnie, il faut chanter cette chanson en duo lors du premier tour d'audition. Composée par Kelsi Neilsen, la pianiste, la chanson se veut très lente mais les jumeaux Sharpay et Ryan en font une reprise très pop qui plait à leur professeur. |
| What I've Been Looking For (Reprise) | Troy Bolton et Gabriella Montez                            | /                                                                               | Salle de spectacle d'East High                  | Durant l'interprétation de Sharpay et Ryan pour l'audition, Troy et Gabriella, hésitants toujours à auditionner, ont écouté les jumeaux cachés au fond de la salle de spectacle. À la toute fin, ils se manifestent pour passer l'audition. Néanmoins, leur professeur Madame Darbus refuse de les écouter, arguant le fait qu'ils sont arrivés trop tard, et s'en va. Troy et Gabriella la chantent tout de même, et cette fois telle que Kelsi l'avait imaginée. À la fin de la chanson, Mme Darbus intervient pour dire que Troy et Gabriella sont pris au deuxième tour, pour tenter d'obtenir les rôles principaux de la comédie musicale. En effet, Mme Darbus était restée cachée durant toute leur interprétation.                   |
| Stick to the Status Quo              | Zeke Baylor, Martha Cox, le skateur, Sharpay et Ryan Evans | Les Wildcats, les intellos, les skateurs et l'ensemble des élèves               | Réfectoire (cafétéria) du lycée                 | Quand les Wildcats apprennent que Troy a auditionné pour le spectacle, plusieurs lycéens décident eux aussi à leur tour d'avouer leur secret, en chanson. Ainsi, Zeke, membre de l'équipe de basket, se déclare passionné par la pâtisserie, Martha, élève studieuse et d'habitude plongée dans les livres, par le hip-hop, et un skateur avoue à ses amis pratiquer du violoncelle. Ces révélations ne sont pas du goût de tout le monde, notamment des Wildcats, qui pensent que chacun doit rester à sa place et qui le rétorquent également en chanson. |
| When There Was Me and You            | Gabriella Montez                                           | /                                                                               | Labo de science, escaliers et couloirs du lycée | Pour empêcher que Troy et Gabriella participent à l'audition et se consacrent ainsi totalement respectivement au match de basket et au décathlon scientifique, les basketteurs et les matheux mettent en place un stratagème pour séparer les deux protagonistes. Les premiers réussissent à manipuler Troy de sorte qu'il dise qu'il n'y a que l'équipe qui compte pour lui et que Gabriella et le chant ne sont rien. Les seconds retransmettent cette scène qui est filmée à Gabriella. Attristée, cette dernière exprime sa peine à travers cette chanson. |
| Bop to the Top                       | Sharpay et Ryan Evans                                      | /                                                                               | Salle de spectacle du lycée                     | C'est le deuxième tour des auditions destinées à trouver le couple qui aura le premier rôle dans la comédie musicale du lycée. Les jumeaux Evans ont réussi à décaler l'audition du jeudi au vendredi afin que Troy et Gabriella ne puissent pas y participer, pris dans leur activité. Ils interprètent cette chanson pour tenter d'être sélectionnés. |
| Breaking Free                        | Troy Bolton et Gabriella Montez                            | /                                                                               | Salle de spectacle du lycée                     | C'est la chanson que chantent Gabriella et Troy lors du second tour de l'audition. Ils ont réussi à faire interrompre momentanément le match de basket et le décathlon scientifique pour pouvoir auditionner. Quand ils arrivent, leur professeur ne veut de nouveau pas les laisser chanter car elle les a appelés deux fois et ils n'ont pas répondu. Finalement, grâce à leurs amis qui arrivent en masse dans le théâtre, Madame Darbus les laissent chanter, au grand désespoir de Sharpay. |
| We're All in This Together           | Troy Bolton, Gabriella Montez, Ryan Evans, Sharpay Evans   | Les Wildcats, Taylor McKessie, Kelsie Neilsen et l'ensemble des élèves du lycée | Gymnase du lycée                                | Le match de basket vient de se terminer et a été remporté par les Wildcats grâce à un panier de Troy à la dernière seconde, le décathlon scientifique a été remporté par l'équipe de Gabriella et nos deux héros ont décroché le premier rôle dans la comédie musicale Nuit Étoilée. À la suite de ces succès, l'ensemble des élèves d'East High se réjouissent ensemble dans un final du film, tous réconciliés. |

- I Can't Take My Eyes Off Of You (bonus)

## Réception

### Diffusion par pays
| Pays                       | Chaîne de télévision                                                         | Date                                                  |
| -------------------------- | ---------------------------------------------------------------------------- | ----------------------------------------------------- |
| États-Unis                 | Disney Channel                                                               | 20 janvier 2006                                       |
| Canada                     | Family Channel (en) / VRAK.TV (fr) / Canal Vie (fr)                          | 20 janvier 2006 / 18 mai 2007 / 9 juin 2008           |
| Australie                  | Disney Channel                                                               | 10 juin 2006                                          |
| Asie                       | Disney Channel                                                               | 25 juin 2006                                          |
| Brésil                     | Disney Channel                                                               | 30 juillet 2006                                       |
| Argentine                  | Canal 13                                                                     | 12 novembre 2006                                      |
| Mexique et Amérique latine | Disney Channel                                                               | 6 août 2006                                           |
| Allemagne                  | Disney Channel                                                               | 6 septembre 2006                                      |
| Norvège                    | Disney Channel                                                               | 8 septembre 2006                                      |
| Suède                      | Disney Channel                                                               | 8 septembre 2006                                      |
| Danemark                   | Disney Channel                                                               | 8 septembre 2006                                      |
| Moyen-Orient               | Disney Channel Middle East / MBC4 et MBC Max (première diffusion hertzienne) | 8 septembre 2006                                      |
| France                     | Disney Channel                                                               | 19 septembre 2006                                     |
| France                     | M6 (première diffusion hertzienne)                                           | 30 octobre 2006                                       |
| Royaume-Uni                | Disney Channel                                                               | 22 septembre 2006                                     |
| Royaume-Uni                | BBC One (première diffusion hertzienne)                                      | 29 décembre 2006                                      |
| Irlande                    | Disney Channel                                                               | 22 septembre 2006                                     |
| Inde                       | Disney Channel                                                               | 24 septembre 2006                                     |
| Portugal                   | SIC                                                                          | 24 décembre 2006                                      |
| Italie                     | Disney Channel                                                               | 30 septembre 2006                                     |
| Espagne                    | Disney Channel                                                               | 30 septembre 2006                                     |
| Taïwan                     | Disney Channel                                                               | 7 octobre 2006                                        |
| Sénégal Afrique du Sud     | Disney Channel                                                               | Octobre 2006                                          |
| Chili                      | Disney Channel / Canal 13                                                    | 6 août 2006 / 17 novembre 2006                        |
| Malaisie                   | TV3                                                                          | 26 novembre 2006                                      |
| Pays-Bas                   | Veronica                                                                     | 13 décembre 2006                                      |
| Belgique                   | Eén (nl) / RTL-TVI (fr) / Club RTL (fr)                                      | 31 décembre 2006 / 1er janvier 2007 / 8 novembre 2008 |

### Audiences et ventes dans le monde
- 40 millions de téléspectateurs américains ;
- 56 millions de fans ;
- 150 pays ;
- 3,4 millions de DVD vendus ;
- Numéro 1 au hit parade américain[4] ;
- L'album s'est vendu dans le monde à 5.272.000[5].

## Tournée
Les principaux membres du casting du téléfilm sont partis en tournée pour promouvoir l'album High School Musical. Le spectacle High School Musical: The Concert a été joué entre le 29 novembre 2006 et le 30 mai 2007 pour 52 représentations en Amérique du Nord et en Amérique latine.
Seul Zac Efron n'y participe pas, étant sur le tournage du film Hairspray au même moment. Il est remplacé par Drew Seeley qui le double dans certaines chansons du téléfilm.
Ce concert a donné lieu à un DVD live High School Musical : le Concert sorti en 2007.

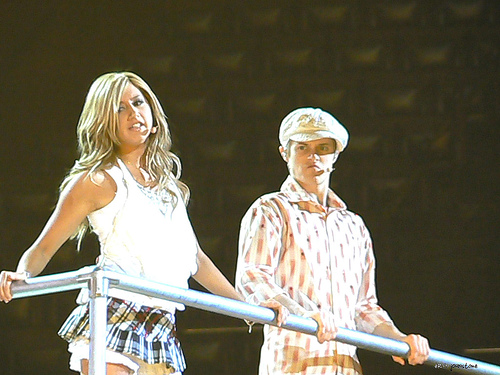
Le concert
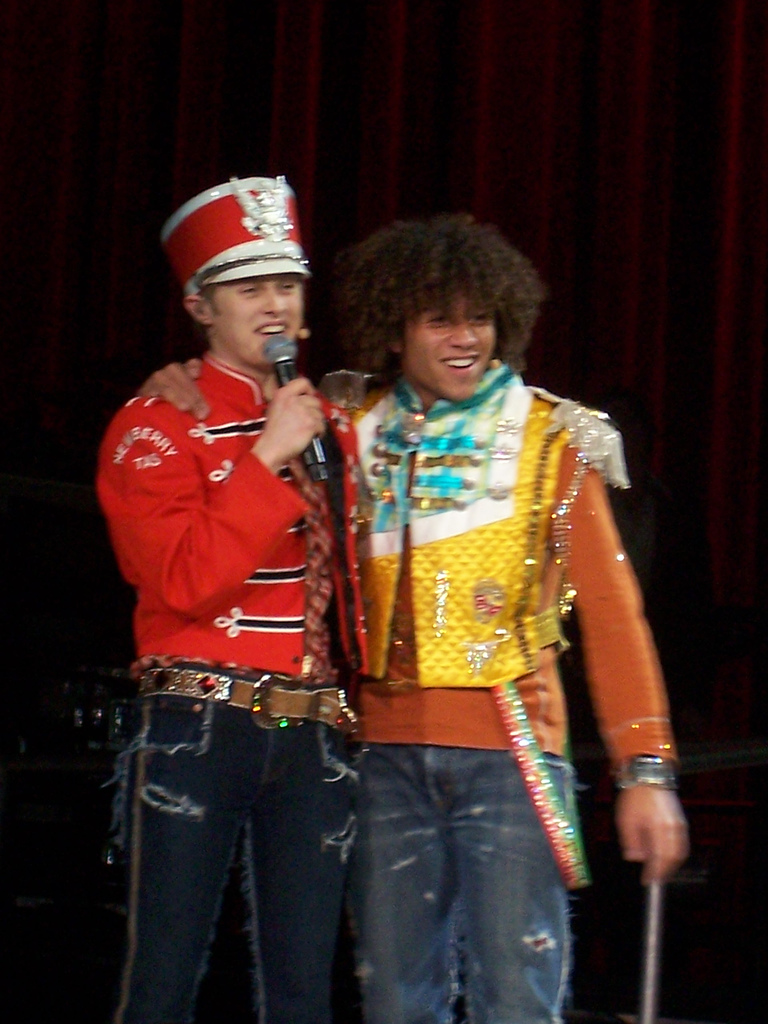
Le concert

## Autour du film
- Le film sera suivi par un second téléfilm High School Musical 2 diffusé le 17 août 2007 sur Disney Channel aux États-Unis et sur Disney Channel et M6 respectivement en septembre et octobre 2007 en France.
- Le troisième volet de la saga est un film High School Musical 3 : nos années lycée, sorti au cinéma en octobre 2008.
- Un film centré sur le personnage de Sharpay Evans, intitulé La Fabulous Aventure de Sharpay, est sortie en 2011.
- Le film a fait l'objet d'un mockbuster intitulé Sunday School Musical.
- Le 20 janvier 2016, High School Musical fête ses dix ans ; les acteurs principaux se sont réunis à l'exception de Zac Efron, celui-ci n'ayant pu venir en raison d'une avant-première[6].

## Adaptation manga
Une adaptation manga officielle de High School Musical, et plus particulièrement de High School Musical 3 : Senior Year, a été écrite par Mari Asabuki. Elle est initialement sortie au Japon en 2008.
Malheureusement, ce manga japonais Disney méconnu n'est pas officiellement autorisé en anglais dans les pays occidentaux, notamment aux États-Unis.

## Récompenses
| Année | Récompense                           | Résultats | Catégorie                                                            |
| ----- | ------------------------------------ | --------- | -------------------------------------------------------------------- |
| 2006  | Artios Award                         | Gagné     | Meilleur programme de TV pour les enfants                            |
| 2006  | Billboard Music Award                | Gagné     | Bande originale de l'année                                           |
| 2006  | Emmy Award                           | Gagné     | Outstanding Children's Program                                       |
| 2006  | Emmy Award                           | Gagné     | Outstanding Choreography                                             |
| 2006  | Teen Choice Award                    | Gagné     | Télévision - Choice Breakout Star (Zac Efron)                        |
| 2006  | Teen Choice Award                    | Gagné     | Télévision - Choice Chemistry (Vanessa Hudgens et Zac Efron)         |
| 2006  | Teen Choice Award                    | Gagné     | Télévision - Choice Comedy/Musical Show                              |
| 2006  | Television Critics Association Award | Gagné     | Outstanding Achievement in Children's Programming                    |
| 2006  | American Music Award                 | Nommé     | Meilleur album Pop                                                   |
| 2006  | Billboard Music Award                | Nommé     | Album de l'année                                                     |
| 2006  | Emmy Award                           | Nommé     | Outstanding Casting for a Miniseries, Movie, or a Special            |
| 2006  | Emmy Award                           | Nommé     | Outstanding Directing for a Miniseries, Movie, or a Dramatic Special |
| 2006  | Emmy Award                           | Nommé     | Outstanding Original Music and Lyrics (Get'Cha Head In The Game)     |
| 2006  | Emmy Award                           | Nommé     | Outstanding Original Music and Lyrics (Breaking Free)                |
| 2006  | Satellite Award                      | Nommé     | Best Motion Picture Made for Television                              |
| 2006  | Teen Choice Award                    | Nommé     | Television - Choice Breakout Star (Vanessa Hudgens)                  |